# ピアノソナタ第6番 (スクリャービン)
ピアノソナタ第6番 作品62 は、アレクサンドル・スクリャービンが1911年に着手し、1912年に完成された単一楽章のピアノソナタ。

## 概要
《ピアノソナタ第7番》に遅れて完成されたこのピアノソナタは、スクリャービンが自分で演奏しようとしなかった数少ない作品の一つである。
レオニード・サバネーエフは、作品の暗く不吉な性格をスクリャービンが恐れたとの説を唱えているが、一方では、大きな手を要求するパッセージが続出することため、単に技巧上の理由から、手の小さなスクリャービンは弾こうとしても弾けなかったのではないかとも言われている。結局初演はエレーナ・ベクマン＝シチェルビナが行なった。

## 註
1. ↑  Leonid Sabaneev: Erinnerungen an Alexander Skrjabin. Verlag Ernst Kuhn 1925/2005. ISBN 3-928864-21-1